# Schwarzenbach am Wald
Schwarzenbach am Wald település Németországban, azon belül Bajorországban. Lakosainak száma 4301 fő (2023. december 31.).

## Népesség
A település népessége az elmúlt években az alábbi módon változott:
| Lakosok száma | 1758 | 3460 | 3558 | 5678 | 4650 | 4599 | 4505 | 4476 | 4356 | 4301 |
|               | 1875 | 1950 | 1975 | 1987 | 2012 | 2014 | 2016 | 2017 | 2021 | 2023 |